# ゴルジ染色

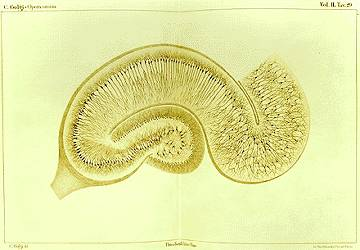
カミッロ・ゴルジの描いた海馬の絵、硝酸銀によって染色されている

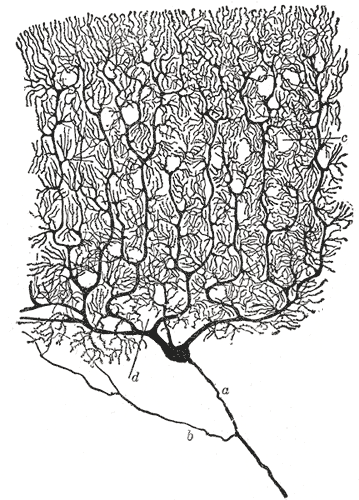
サンティアゴ・ラモン・イ・カハールによる小脳のプルキンエ細胞の絵。ゴルジ染色によって細胞の細部まで明瞭に分かる

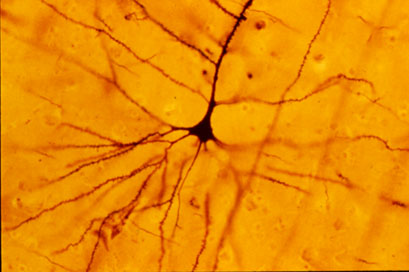
ゴルジ染色されたヒトの新皮質の錐体細胞。一本の先端樹状突起 (apical dendrite) が細胞体上方から垂直方向に、複数の基底樹状突起 (basal dendrite) が細胞体基底部から横方向に伸びていることが見て取れる

ゴルジ染色（英: Golgi's method）は神経組織の染色法の1つで、イタリアの外科医であり科学者のカミッロ・ゴルジ (1843-1926) によって1873年に発見された。この染色法は初期には黒い反応 (la reazione nera) とゴルジによって呼ばれたが、現在ではゴルジ染色と呼ばれている。
ゴルジ染色はスペインの神経解剖学者のサンティアゴ・ラモン・イ・カハール (1852-1934) によって神経系の構造に関する数々の新事実の発見に使われ、ニューロン説 (the neuron doctrine) の誕生に寄与した。

## メカニズム
神経組織の細胞は非常に密集しているため、すべての細胞を染色してしまった場合、その構造や相互結合に関する情報をほとんど得ることができない。加えて、そのフィラメント状に伸びた器官 (軸索と樹状突起) は通常の染色法で染めるにはあまりに細すぎる。ゴルジ染色法はごく限られた細胞をランダムに、かつその細胞全体を染色することが可能である。この染色法のメカニズムの大部分は今も未解明である。樹状突起、及び細胞体は茶色や黒ではっきりと染色され、その末端まで追うことができるため、神経解剖学者は神経細胞間の結合を調べ、脳と脊髄の多くの部位にある複雑なネットワークを明らかにすることができる.
ゴルジ染色は固定した神経組織を二クロム酸カリウムと硝酸銀に浸すことで行われる。これにより神経細胞は微結晶化した クロム酸銀で満たされることになる。

## 技法
ゴルジ染色の方法は以下のようなものである。
1. ホルムアルデヒドによって固定 (または、デルリン-グルタルアルデヒド灌流) された脳組織1ブロック (約10x5 mm)を2% の二クロム酸カリウム水溶液に2日間浸す
2. ろ紙でブロックを短時間乾かす.
3. ブロックを2% の硝酸銀水溶液にもう2日間浸す。
4. 組織を約20-100 μmの厚さに切る
5. エタノールで素早く脱水し、(例えばDepexかEnthalanに) マウントする。

この手法は、サンプルを塩化金に浸した後にさらにシュウ酸に浸し、さらに銀をチオ硫酸ナトリウムで除去することで、銀ではなく金を沈殿させるようにさらに改良されている。これにより、超微細構造を金の微粒子で標識し保つことができる。